# Walter Rudolf

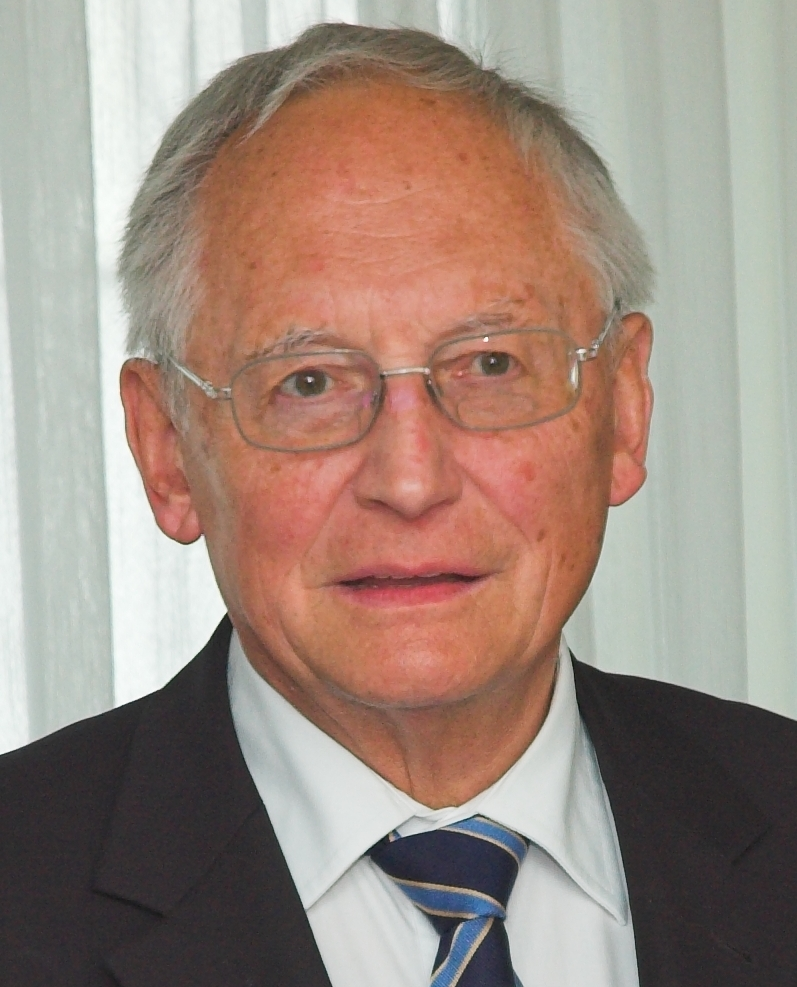
Walter Rudolf

Walter Rudolf (* 8. Mai 1931 in Schulitz/Solec Kujawski, Polen; † 1. Oktober 2020 in Mainz) war ein deutscher Jurist und Experte für Datenschutz.

## Leben und Beruf
Der Sohn eines Oberstudiendirektors verbrachte Kindheit sowie die ersten Schuljahre in den polnischen Städten Bromberg/Bydgoszcz und Thorn/Toruń. Infolge des Zweiten Weltkrieges wurde die Familie aus der Heimat vertrieben und kam schließlich nach Verden an der Aller, wo Rudolf seine restliche Schulzeit verbrachte und schließlich sein Abitur machte.
Nach dem 1949 in Kiel begonnenen Studium der Rechtswissenschaften und dem Referendariat in Bremen, promovierte Rudolf im Jahre 1954 in Göttingen und arbeitete ab 1959 als wissenschaftlicher Assistent an der Deutschen Hochschule für Verwaltungswissenschaften Speyer und in Tübingen.
Nach seiner Habilitation im Jahre 1965 in Tübingen ging er als Professor an die neu gegründete Ruhr-Universität in Bochum. 1968 erhielt Rudolf einen Ruf nach Wien, den er jedoch ablehnte. 1971 folgte er einem Ruf an die Johannes Gutenberg-Universität Mainz und lehrte dort bis in die 1990er Jahre öffentliches Recht, Europa- und Völkerrecht. Rudolf blieb in Mainz und lehnte einen weiteren Ruf nach Münster ebenfalls ab. Auch nach seiner Emeritierung im Jahre 1999 hielt Rudolf weiterhin Vorlesungen in Mainz.
Eines der Themen, zu denen Rudolf öfters publizierte, waren die deutsche Bundesstaatlichkeit und die Rechtsstellung der deutschen Länder.

## Öffentliche Ämter
Im Jahre 1980 wurde Rudolf unter dem damaligen Justizminister Carl-Ludwig Wagner als Staatssekretär ins rheinland-pfälzische Ministerium der Justiz berufen. Ab 1988 war er Vertreter der Landesregierung in der Datenschutzkommission des Landes. Nach der Änderung des rheinland-pfälzischen Landesdatenschutzgesetzes wurde Rudolf im April 1991 vom rheinland-pfälzischen Landtag zum Landesbeauftragten für den Datenschutz gewählt. Im Jahr 1999 erfolgte seine Wiederwahl.
Am 14. März 2007 wurde Rudolf im Plenum des rheinland-pfälzischen Landtags mit Wirkung vom 14. April 2007 offiziell aus seinem Amt als Landesdatenschutzbeauftragten verabschiedet. Zuvor erfolgte die Wahl seines Nachfolgers, Edgar Wagner, der am 15. April 2007 die Amtsgeschäfte übernahm.

## Weitere Tätigkeiten
Seit 1979 war Rudolf Mitglied des Institut de Droit international, langjähriger Vorsitzender der Stresemann-Gesellschaft und der Deutsch-Französischen Juristenvereinigung, Mitglied in der Vereinigung der Deutschen Staatsrechtslehrer, in der Deutschen Gesellschaft für Völkerrecht und in der International Law Association. Er war stellvertretender Vorsitzender der Gesellschaft der Freunde und Förderer des Peter-Cornelius-Konservatoriums sowie seit 1987 Mitglied des Kuratoriums des Max-Planck-Institut für ausländisches öffentliches Recht und Völkerrecht und seit 1990 Mitglied des Ständigen Schiedsgerichtshofs in Den Haag. Er ist Mitglied des Verwaltungsrats des Instituts für Europäische Geschichte in Mainz.
Im Auftrag des Deutschen Bundestages und der Bundesregierung wirkte Rudolf in der Zeit von 1971 bis 1976 als Mitglied der Enquete-Kommission für Auswärtige Kulturpolitik sowie von 1974 bis 1986 als Mitglied des Kuratoriums der Deutschen Stiftung für internationale Entwicklung. Als Mitglied des UN-politischen Beirats war er u. a. in Indien, Lateinamerika, Ost- und Südostasien und in verschiedenen Staaten der ehemaligen Sowjetunion und wesentlich an der Formulierung der neuen Verfassung der Provinz KwaZulu-Natal des demokratischen Südafrikas beteiligt. Von 1976 bis 1979 gehörte Rudolf dem Rundfunkrat des Südwestfunks Baden-Baden an.

## Familie
Walter Rudolf war verheiratet und hatte drei Kinder.

## Ehrungen und Auszeichnungen
Rudolf war seit 1997 Träger des Verdienstkreuzes 1. Klasse des Verdienstordens der Bundesrepublik Deutschland. Am 16. September 2005 wurde ihm die Ehrenbürgerschaft seines Geburtsortes verliehen. Im Rahmen seiner Verabschiedung als Landesdatenschutzbeauftragter verlieh der rheinland-pfälzische Ministerpräsident Kurt Beck am 14. März 2007 Rudolf den Verdienstorden des Landes Rheinland-Pfalz.